# Reichenberg (Unterfranken)
Reichenberg (Unterfranken) este o comună-târg din districtul Würzburg, regiunea administrativă Franconia Inferioară, landul Bavaria, Germania.